# Grab des Axel Eriksson
Der Grab des Axel Eriksson (englisch Grave of Axel W Eriksson) ist eine Grabstätte unweit von Grootfontein in der Region Otjozondjupa in Namibia. Das Grab des Jägers Axel Wilhelm Eriksson (1846–1901) ist seit dem 22. März 1974 ein Nationales Denkmal Namibias.
Eriksson, ein Schwede, kam in den 1860er Jahren in das heutige Namibia. Er arbeitete zunächst als Assistent des Händlers Karl Johan Andersson und übernahm nach dessen Tod 1867 die Geschäfte. Er handelte vor allem mit Elfenbein, Straußenfedern und Fellen in der heutigen Region Kunene. Er war als Unterstützer der Dorslandtrekker bekannt. Er siedelte später auf der Farm Rietfontein bei Grootfontein, in der damals von den Trekkern gegründeten Republik Upingtonia. Eriksson starb auf der Farm.
Die Inschrift auf dem Grabstein lässt vermuten, dass Eriksson Großwildjäger war.